# メテオサット
メテオサット (英: Meteosat) とは、ヨーロッパ各国が欧州気象衛星開発機構 (EUMETSAT) を設立して共同運用している気象衛星シリーズである。世界的な気象衛星観測網を構築した全球大気研究計画 (Global Atmospheric Research Programme, GARP) に参加しており、2012年現在、参加中の9衛星のうち2つがこのメテオサットである。
1983年から1995年まではMeteosat Operational Programme、1995年から現在まではMeteosat Transition Programme (MTP) という長期計画に基づいて運営されている。現在のメテオサットは、2004年から運用が始まった第2世代 (Meteosat Second Generation; MSG)である。

## 第1世代

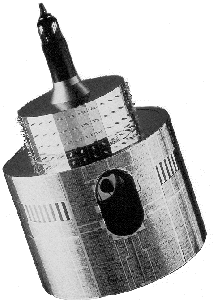
打ち上げ前の、第1世代メテオサットの外観写真。

第1世代のMeteosat-1からMeteosat-7は、欧州エリアで信頼性のある衛星データを提供するという地位を確立した。赤外、可視、水蒸気の3種のイメージャーを搭載しており、30分間隔で観測を行って地上に送信した。また、受信データを地上局が船や航空機に再送する際の中継ポイントとしての機能を持っており、当時としては先進的な機能を取り入れていた。
第1世代のメテオサットは、アエロスパシアルの工場であるカンヌ・マンドリュー・スペースセンター (Cannes Mandelieu Space Center) にて、同社およびマトラ、MBB、アレーニア・アエロナウティカ、マルコーニ社の5社から構成される"COSMOS"という合弁会社によって製造された。
第1世代の衛星は、直径2.1m、長さ3.195m、軌道上初期重量が282kgであり、毎分100回転で自転するように設計された。

## 第2世代

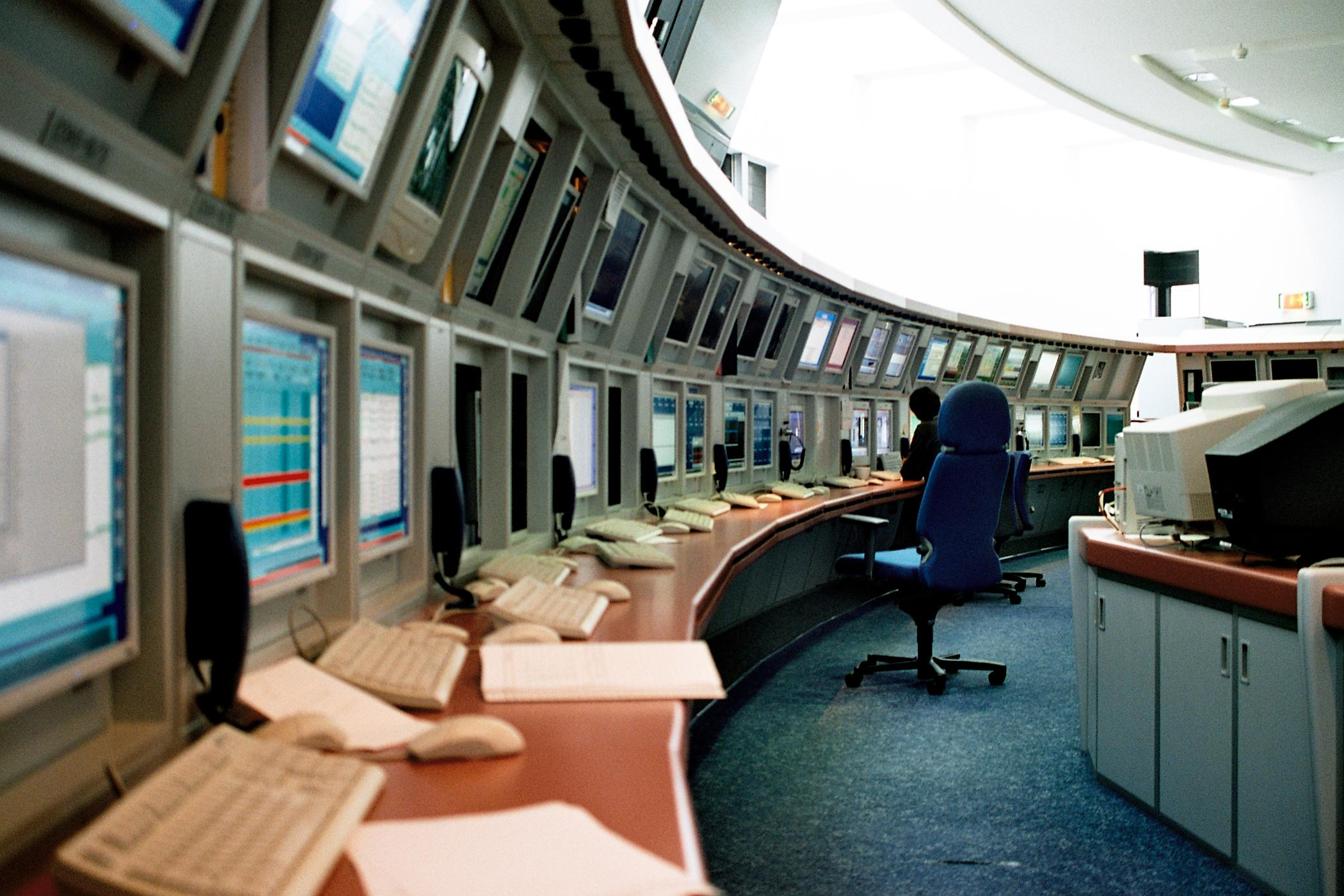
ドイツ・ダルムシュタットのMSGコントロールセンター

第2世代の衛星も、アエロスパシアルのCannes Mandelieu Space Centerにて製造された。受注したのは同社及びマトラ、メッサーシュミット、アレーニア・アエロナウティカ。
第2世代 (Meteosat Second Generation; MSG)は、従来から目的としていた実況観測と数値予報向け観測を継続しさらに性能を向上させた。また、気候研究を目的としたGERB (Geostationary Earth Radiation Budget, 地球放射収支) イメージャーも搭載した。
メテオサットは当初より姿勢制御の方法としてスピン姿勢安定方式を採用しており、姿勢の安定性が弱点であった。第2世代ではそれを向上させる設計上の改善がなされた。また、データの送信間隔も短くなり、伝送量も増強された。
第2世代の衛星は、直径3.2m、長さ2.4m、軌道上初期重量1,100kg(打上げ時の重量約2,000kg)であり、高度3万6,000kmを反時計回りで毎分100回転で自転するように設計されている。
最初の第2世代衛星はMeteosat-8 (MSG-1) であり、2004年1月29日から運用を開始した。従来より搭載していた可視光・赤外線イメージャーSEVIRI (Spinning Enhanced Visible and Infrared Imager)に加え、GERBを新たに搭載した。SEVIRIも観測チャンネル数が3チャンネルから12チャンネルへ強化された。
2005年12月21日にはMeteosat-9(MSG-2)が打ち上げられ、2012年7月5日にはMeteosat-10(MSG-3)が打ち上げられた。
2010年現在、Meteosat-6, 7, 8, 9の4機が運用中である。
ともに第1世代である6号機と7号機は、インド洋上空に配置されている。両機の性能はほとんど差がなく、メインで運用中のMeteosat-7が30分間隔で観測データを送信している一方、Meteosat-6はそのバックアップとDCP(Data Collection Platform, 通報局=各地の気象通報の中継局)業務を行っている。
6号機と7号機は、アフリカ上空に配置されており、ヨーロッパとアフリカをカバーしている。Meteosat-9がメイン運用中で、15分間隔でデータを送信している。Meteosat-8はバックアップとして待機すると同時に、ヨーロッパ域で5分間隔の"rapid scan"（高速スキャン）画像を提供している。
今後の計画としては、MSG-4 (Meteosat-11) が2015年に打ち上げられる予定。
Meteosat-8および9はまた、非常用位置指示無線標識装置から発信される406MHz帯の遭難信号を中継するCospas-Sarsatに参加しており、大西洋・ヨーロッパ・アフリカ地域を担当している。
なお、Meteosat-10は、2013年2月15日にロシアのチェリャビンスク州に落下した隕石の画像を捉えていた。

## 第3世代
第2世代衛星を継承する計画として、2000年より第3世代の計画が立案されて議論されてきた。第3世代 (Meteosat Third Generation; MTG)は2015年-2025年まで運用される計画である。2010年6月には、タレス・アレーニア・スペースが受注することが決定した。

## 沿革
- 1970年代初頭 - 欧州宇宙機関 (ESA) が欧州気象衛星システムの構想を打ち出す。
- 1977年11月23日 - 最初のMeteosat-1がアメリカのケープカナベラル空軍基地からデルタロケットで打ち上げられる。
- 1979年10月 - Meteosat-1の輻射計が落下する。
- 1981年6月19日 - Meteosat-2が（他の多くの欧州の人工衛星と同様に）フランスのギアナ宇宙センターからアリアンⅠロケットで打ち上げられる。
- 1986年 - Meteosatから受信した衛星データの情報処理業務を同年に新設したEUMETSATへ移管。
- 1988年6月15日 - Meteosat-2の輻射計が不具合のため、Meteosat-P2（Pはプロトタイプの意味）が一時的に軌道に乗せられる。（このP2は以後、便宜上Meteosat-3として扱われる）
- 1989年3月6日 - 最初のMeteosat運用計画 (Meteosat Operatinal Program：MOP-1) に基づき、初の実用的なMeteosat衛星となるMeteosat-4が軌道に乗せられる。
- 1991年3月2日 - Meteosat-5 (MOP-2) が始動。
- 1991年8月 - アメリカのGOES-Eの代役として、Meteosat-P2が西経50度の軌道上へ移動されることになり、9月に目標の地点に到達する。
- 1992年1月 - Meteosat-2が所定の燃料を使い切り、運用を終了。軌道を離脱後、大気圏に突入される。
- 1993年11月20日 - Meteosat-6 (MOP-3) が打ち上げられる。
- 1995年12月 - 衛星データの準備から運用の企画・立案まで、衛星の運用業務が完全にEUMETSATに移管される。同月、Meteosat-3および4が燃料を使い切り、運用を終了。大気圏突入。
- 1997年9月3日 - Meteosat移行計画 (MTP) に基づき、第1世代最後のMeteosatとなるMeteosat-7 (MTP-1) が始動。
- 1998年初め - インドのINSATの衛星データが利用できなくなったため、Meteosat-5が東経63度に配置される。
- 1998年6月 - Meteosat-7が運用開始、Meteosat-6は同等の機体として待機運用となる。
- 2002年8月28日22:45 (UTC) - MSG-1 (Meteosat-8) の打ち上げが成功。第2世代Meteosatの時代が到来。
- 2002年11月28日 - Meteosat-8 (旧称:MSG-1) から初めて地球に画像を試験送信。12チャンネル搭載の気象衛星からのデータ受信はこれが初めて。
- 2004年1月29日 - Meteosat-8が正式に（実用）運用開始。
- 2005年3月 - Meteosat-5の衛星データがインド洋の新しい津波警報システム (Indian Ocean Data Collecting; IODC) から受信可能になり、データを地上局へ配信。
- 2005年12月21日 - Meteosat-9 (MSG-2) が始動。
- 2006年6月14日 - Meteosat-7が以前の担当域を離れ、インド洋上へ移動、将来的にMeteosat-5と置き換わる見込み。
- 2007年4月11日 - Meteosat-9が正式に（実用）運用を開始、Meteosat-8は待機運用となる。
- 2007年4月26日 - Meteosat-5が運用終了、静止軌道を離れる。
- 2011年4月15日 - Meteosat-6が燃料を使い果たし、軌道離脱。地上への最後の画像送信は2011年4月11日。Meteosat-6は第1世代最後の運用機となった。
- 2018年 (予定) - 第2世代Meteosat (MSG) の運用を終了する見込み。